# Свияга
Свияга (на руски: Свияга; на татарски) е река в Уляновска област и Република Татарстан на Русия, десен приток на Волга. Дължина 375 km. Площ на водосборния басейн – 16 700 km².

## Извор, течение, устие
Река Снияга води началото си от източния склон на Приволжкото възвишение, на 277 m н.в., на 5 km югозападно от село Кузоватово в централната част на Уляновска област. По цялото си протежение тече основно в северна посока в широка и асиметрична долина, през източните части на възвишението, паралелно на река Волга, но в обратна посока, като в град Уляновск се доближава само на 1,4 km от Волга. Влива се отляво във Волга (в Свияжкия залив на Куйбишевското водохранилище), при нейния 1852 km, на 45 m н.в., при село Тихи Пльос, в северозападната част на Татарстан.

## Водосборен басейн, притоци
Водосборният басейн на Свияга обхваща площ от 16 700 km², което представлява 1,23% от водосборния басейн на Волга. На запад водосборният басейн на Свияга граничи с водосборния басейн на река Сура (десен приток на Волга), а на северозапад, изток и юг – с водосборните басейни на по-малки реки, десни притоци на Волга.
Основни притоци: леви – Гушча (59 km), Селд (66 km), Бируч (58 km), Цилна (59 km), Карли (89 km), Була (118 km), Кубня (176 km); десни – Улема (72 km).

## Хидроложки показатели
Свияга има смесено подхранване с преобладаване на снежното (52%). Среден годишен отток на 26 km от устието 34 m³/s с ясно изразено пролетно пълноводие. Заледява се през ноември или началото на декември, а се размразява през април или началото на май.

## Стопанско значение, селища
Плавателна е за плиткогазещи съдове на 53 km от устието си, до село Утяково. По течението ѝ са разположени множество населени места, в т.ч. град Уляновск и селището от градски тип Ишеевка в Уляновска област.